# Engelova křivka

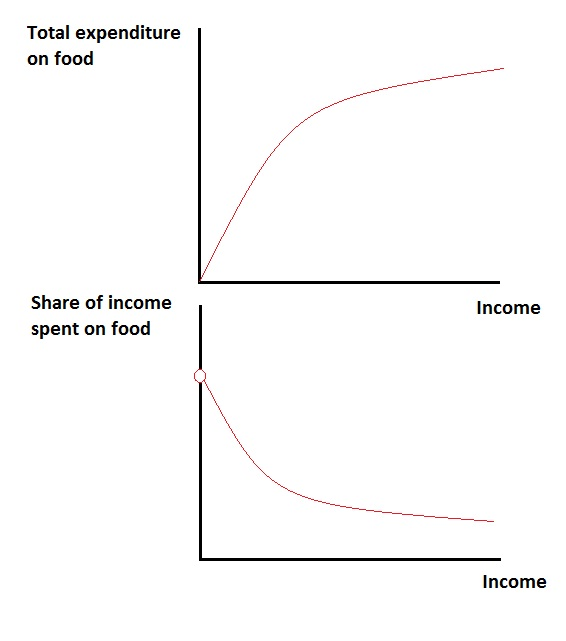
Engelova křivka

Engelova křivka vyjadřuje vztah mezi celkovým důchodem a nakupovaným množstvím určitého statku. Je pojmenována po německém statistikovi Ernstu Engelovi (1821–1896), který tento vztah začal soustavně studovat.
Engelova křivka názorně ukazuje Engelův zákon, a to, jak se mění výdaje domácnosti na určité zboží v závislosti na příjmu. Křivka podílu rozpočtu zobrazuje, jak se mění část, podíl, příjmu vynaložený na dané zboží v závislosti na přijmu. Druhý typ křivky zobrazuje změny skutečných výdajů dle příjmu. Engelova křivka je užitečná při určování míry vlivu příjmu na poptávku a změn v relativních cenách. Engelovy křivky jsou podobné křivkám poptávky, protože ukazují vztah mezi důležitým faktorem ovlivňujícím poptávku a množstvím nakupovaného zboží. Křivka poptávky je vztah mezi cenou a objemem poptávky při daném příjmu a preferencích za předpokladu, že jsou ostatní faktory poptávky stejné. Engelova křivka je vztah mezi příjmem a objemem nákupů při ostatních stejných faktorech poptávky.
U normálních statků je křivka rostoucí: čím více peněz má kupující k dispozici, tím větší množství statku si zakoupí. Naopak méněcenný statek vykazuje Engelovu křivku, která od jisté úrovně důchodu klesá: kupující si od tohoto příjmu výše může kupovat pro něho vhodnější ale dražší substitut.
Jedním z nejznámějších výsledků, založených na použití této metody, je takzvaný Engelův zákon, který říká, že rodina je tím chudší, čím větší procento jejích výdajů připadá na potraviny.

## Engelův zákon
Engelův zákon vyjadřuje vztah mezi finanční situací domácnosti a částí příjmu využitou na potravu. Tato souvislost byla popsána německým statistikem Ernstem Engelem v 19. století.  Podle Engelova zákona se snižuje podíl příjmů dedukovaných na jídlo se zvýšením celkového důchodu rodiny. Pokud se zvedne úroveň příjmu spotřebitele, pak podíl příjmu vynaložený na nezbytné potraviny roste pomaleji než podíl vynaložený na zbytné luxusnější výdaje.
Engelův zákon se dá ilustrovat na českých datech. Pokud by rodina s měsíčním příjmem 65 tisíc Kč utratila za jídlo kolem 19,2 % (dle ČSÚ k roku 2019) bylo by to 12 480 Kč. V případě rodiny s příjmem 80 tisíc Kč by ale stejná částka tvořila jen 15,6 % jejich příjmu. Předpokládáme totiž, že hranice pro uspokojení základních potřeb je pro většinu lidí stejná, a tedy nezávislá na příjmu. Engelova myšlenka tedy ukazuje, že čím chudší rodina je, tím větší rozpočtovou zátěž pro ni cena potravin představuje. V návaznosti na to pak má bohatší rodina více peněz na zbytné výdaje jako je luxusnější zboží a zábava.
Engelův zákon platí i napříč státy. Čím je stát bohatší, tím více tam lidé utrácejí na jídlo v absolutních číslech, ale podíl se snižuje. A když lidé v těchto zemích dají menší část peněz za jídlo, mají poté více disponibilního příjmu na další nezbytné věci, jako je vzdělání, zdravotní péče a bydlení.

## Historie
V reakci na národní revoluce roku 1848, se některé státy rozhodly, že je potřeba začít měřit blahobyt populace, a to zejména nejchudších členů společnosti. V roce 1856 se v Bruselu konal mezinárodní kongres, jehož se zúčastnil i Engel, kde se diskutovalo o metodách měření do jaké míry dělníci dosáhli "podmínek nezbytných pro zdraví a život". O rok později Engel zpozoroval na datech belgických domácností korelaci mezi výdaji na potraviny a příjmem domácnosti. Podle jeho zjištění byla příjmová elasticita pro potravinové výdaje neelastická a menší než 1 u všech zkoumaných domácností. Jinými slovy byla odolná vůči změnám příjmu.
Engel nezkoumal pouze výdaje na potraviny, ve svém původní díle rozdělil výdaje do devíti kategorií (výživa, oblečení, bydlení, vytápění a osvětlení, spotřebiče a pracovní prostředky, výchova, bezpečnost, zdraví, osobní služby). V roce 1895 pracoval s celkem 14 základními kategoriemi (přibyla duchovní péče, preventivní opatření, rekreace, ostatní výdaje, výdaje na děti, další výdaje, což jsou třeba úroky a splácení dluhů; kategorie pro spotřebiče byla odstraněna)
V roce 1957, sto let od vydání původního Engelova díla, vydal ekonom Hendrik S. Houthakker studii, která zkoumala strukturu výdajů různých domácností na celkem čtyři kategorie (potrava, oblečení, bydlení včetně vytápění a osvětlení, ostatní), v různých letech v celkem 32  zemích. Jím vypozorované elasticity sice nebyly totožné Engelovu zákonu, ale vykazovaly jisté znaky podobnosti. V této studii Houthakker komentuje Engelovu práci takto: „Engelův úspěšný pokus odvodit smysluplné zákonitosti ze zdánlivě náhodných pozorování bude pro [ekonometrii] vždy inspirativním příkladem tím spíše, že v jeho době ekonomická teorie a statistické techniky byly v takovém pokusu jen málo nápomocné.“

## Ernst Engel
Celým jménem Christian Lorenz Ernst Engel se narodil 26. března 1821 v Drážďanech. Tento statistik a sociální ekonom německého původu zemřel 8. prosince 1896. Mezi lety 1842 a 1845 studoval na Bergakademii Freiberg v Sasku. Studia zakončil cestami po Německu a Francii, při kterých se setkal s dalšími statistiky jako například Belgičanem Adolphem Queteletem. V padesátých letech působil jako šéf nově zavedeného Královského saského statistického úřadu, ze kterého následně odešel do důchodu zpět do rodných Drážďan. V nich založil první, velmi prosperující, hypoteční společnost. V šedesátých letech byl povolán díky úspěchu jeho firmy do Berlína na Královský pruský statistický úřad, kde se rychle vypracoval na pozici ředitele statistického oddělení. Z této pozice odešel až v roce 1882 kvůli neshodám s německým politikem Ottem von Bismarck. Během působení v Berlíně byl také členem pruské sněmovny reprezentantů, což byla druhá komora tehdejšího pruského zemského parlamentu. Zbytek svého života prožil ve své vile v Saské obci Serkowitz a je pohřben na hřbitově Nejsvětější trojice v rodných Drážďanech.

## Tvar křivky
Engelova křivka na vodorovné ose zobrazuje příjem a na svislé ose poptávané množství vybraného zboží, či alternativně také služby. Vlastní křivka je pak kreslena do prvního kvadrantu kartézského souřadnicového systému.
Jednotlivé tvary křivek závisí převážně na demografických proměnných a různých charakteristikách daného spotřebitele. Křivka zobrazuje příjmovou elasticitu, díky čemuž můžeme odvodit, zda se jedná o luxusní, normální či podřadný statek.
Engelova křivka normálního statku se značí kladným gradientem. Pokud se zvýší příjem, zvýší se i poptávané množství statku. Tento případ se pak dělí na dva různé typy. Křivka ohýbající se k horizontální ose X je Engelova křivka nezbytného statku a křivka ohýbající se k vertikální ose Y značí luxusní zboží.
Křivka mající záporný gradient zobrazuje méněcenné statky, tedy pokud se zvýší příjem, sníží se poptávka po tomto zboží.
Engelova křivka, která je rovnoběžná s horizontální osou patří statku, který je příjmově neutrální.

Engelův zákon

Samotný tvar křivky se odvíjí od důchodové spotřební křivky, která vyjadřuje, jakým způsobem se mění ekvilibrium spotřeby dvou statků s rostoucím příjmem, tak aby docházelo k maximalizaci užitku. Tato křivka tedy vyjadřuje, jak se mění spotřeba těchto dvou statků v závislosti na příjmu, z čehož se dá vyjádřit i to, jak se mění spotřeba pouze jednoho z těchto statků.
Rostoucí množství studií předpokládá, že spotřeba jakéhokoli statku má horní limit, který je jiný pro každé zboží. Po dosažení tohoto se výdaje domácností na toto zboží přestanou zvyšovat v reakci na zvyšující se příjem. To vede k tomu, že má Engelova křivka vyjádřena celkovými výdaji na zboží tvar připomínající písmeno S. Tento tvar není stálý a může se postupem času měnit a to buď změnou cen zboží, preferencí či změnou distribuce příjmu napříč domácnostmi.
Kromě toho, že z tvaru Engelovy křivky můžeme zjistit o jaký druh statku se jedná, můžeme zjistit také mezní sklon ke spotřebě, který odpovídá sklonu Engelovy křivky v bodě (pokud osa y odpovídá množství spotřebovaného statku). Dále se dá odvodit průměrný sklon ke spotřebě, který odpovídá sklonu přímky jdoucí přes počátek a bod, odpovídající spotřebě daného zboží a příjmu. Poměr mezního a průměrného sklonu ke spotřebě je roven důchodové elasticitě poptávky.

## Engelův koeficient
Engelův koeficient se dá mimo jiné využít při srovnávání životní úrovně, například mezi jednotlivými státy. Státy, kde Engelův koeficient přesahuje hodnotu 59 procent, označuje Organizace spojených národů (OSN) za chudé, tam kde se hodnota pohybuje mezi 50 a 59 % následně označuje za stát, kde jsou naplněny základní potřeby, ve státech mezi 40 a 50 % se již jedná o středně dobrou životní úroveň.Ve státech mezi 30 a 40 % je životní úroveň dobře zajištěna a státy, kde je hodnota koeficientu pod 30 % označuje za bohaté země.
V některých státech se Engelův koeficient využívá k vypočítání celkové hranice chudoby, což se nejčastěji dělá tak, že se vydělí spotřební koš s potravinami Engelovým koeficientem. Tato metoda výpočtu hranice chudoby je založena na studiích americké ekonomky Mollie Orshansky.
Engelův koeficient se dá počítat a dále využívat i pro jiné výdaje, například, další potřeby nebo luxusní zboží.

## Využití
Engelova křivka má široké využití. Může jít například o zemědělství, daně, obchod, bydlení anebo měření nerovností. Ve všech těchto odvětvích pozoruje poptávku spotřebitele po určitém typu statků.
V makroekonomii se křivka používá k analýze spotřeby na úrovni celé ekonomiky. Lze podle ní odhadovat, vývoj různých kategorií zboží či služeb například v závislosti na úrovni národního příjmu. Tímto způsobem můžeme studovat vývoj spotřeby v různých ekonomických cyklech. Tuto metodu můžeme pozorovat například v práci Johna Leitnera, kde na modelu společnosti, která spotřebovává 2 druhy statků (zemědělské a výrobní), ukazuje, že v dlouhém časovém horizontu, díky postupnému bohatnutí společnosti, bude převládat poptávka po výrobních statcích.
Z mikroekonomického hlediska je Engelova křivka využívána například k harmonizaci nepřímých daní (v ČR např.: DPH, spotřební daň). Engelova křivka, jako výzkum vztahu mezi výdaji na komodity a příjmem, byla ve středu aplikované mikroekonomické analýzy již od prvopočátku. Dnes se používá například Working-Lesserova varianta Engelovy křivky. Aplikuje se na modelování alokace napříč komoditami jako funkce individuálních nebo rodinných výdajů.
Analýza chování spotřebitele je využívána i v marketingu. Na základě Engelových křivek je firma schopna lépe zacílit reklamu. Rozhodovacími parametry může být například věk, rasa, pohlaví, etnicita,…

## Kritika
Jedním z problému Engelova zákona je to, že nepočítá se složením domácnosti. V případech, kdy se manželskému páru narodí první dítě a zároveň se ve stejnou dobu zvedne příjem domácnosti tak, aby přesně kompenzoval zvýšené náklady, tak se, vzhledem k tomu, že tyto náklady jsou zejména na potraviny, zvýší poměr příjmu, který se na potraviny utrácí, což navozuje dojem, že je na tom nyní tato domácnost hůře, přestože si vše mohou dovolit tak, jak před narozením dítěte. Engelův zákon tedy nadhodnocuje úroveň příjmu potřebnou pro rovnost životní úrovně domácností s dětmi ve srovnání s bezdětnými domácnosti.
Engelův zákon se na počátku 21. století nezdá, tak pevný, jak tomu bylo v polovině devatenáctého století. Například v zemích bývalého východního bloku je pokles podílu výdajů na potraviny s rostoucím příjmem menší, než se očekávalo. To je způsobeno tím, že ve 21. století má spotřebitel mnohem větší výběr zboží, než tomu bylo dříve, kdy měl výběr zejména z lokálních produktů. To umožňuje spotřebiteli nahrazovat levnější potraviny dražšími výrobky ze stejné kategorie. Dalším důvodem je skutečnost, že v 21. století je konzumace potravin spojována nejen s uspokojením základních lidských potřeb, ale i s potřebami seberealizace, s čímž souvisí i to, že chudší země přebírají stravovací návyky bohatších zemí, a to rychleji, než dochází ke konvergenci příjmů.
Engelova křivka má často v rozvíjejících se zemích jiný tvar, než se dá podle Engelova zákona očekávat, a to je tvar převráceného U (kde osa y odpovídá podílu výdajů na potraviny). To zejména platí u velmi chudých domácností, kde podíl výdajů na potraviny s rostoucím příjmem roste.